# ジェイコブ・オーゲン
ジェイコブ・オーゲン（Jacob "Little Augie" Orgen、1893年1月 - 1927年10月16日）はユダヤ人ギャング。ニューヨークの中流家庭に育つ。

## 組合ゴロ
1910年代、労働組合のたかり屋ベンジャミン・ファインに入り武闘派としてスト破りや組合員の暴行・殺害を請け負った。
1917年ファインが検挙されると独自の組織"リトル・オーギー"を結成した。メンバーのルイス・"レプケ"・バカルター、ジェイコブ・シャピロ、レッグス・ダイアモンドらと、1920年代前半、ガーメント地区（衣料問屋街）一帯の組合をめぐってネイサン・カプラン一味と抗争した。1923年カプランを暗殺し、完全に組合を支配下に置いた。次いでランドリー業の組合にも進出した。

## 暗転
賭博王アーノルド・ロススタインから資金援助を受けた酒の密売は、既存の密輸業者とそりが合わず不成功に終わった。
ニューヨーク市当局のターゲットにされると、ロススタインは摘発を恐れてレプケに組合ストへの派手な武力介入を当面控えるようオーゲンを説得させたが、聞き入れなかった。組合運動は暴力による演出を次第に控えるようになり、オーゲンのやり方が余計に目立った。
1927年10月、ロウアー・イースト・サイド界隈を歩いているところをレプケ、シャピロらの乗った黒塗りの車から銃撃を受け、頭部への銃弾で死亡した。一緒にいた用心棒のレッグス・ダイアモンドは重傷を負った。
葬儀の際、棺のネームプレートは「Jacob Orgen, Age 26 Years」（ジェイコブ・オーゲン 享年26歳）となっていた。年は34歳だったが、ギャング生活から抜けられなくなった1919年ですでに死んだという意味を込めて父が刻んだ。オーゲンの組合利権はレプケらが引き継いだ。